# Агнес Алексюссон
Агнес Алексюссон (швед. Agnes Alexiusson; 19 квітня 1996) — шведська боксерка, призерка Європейських ігор.

## Аматорська кар'єра
2013 року стала чемпіонкою світу серед юніорів.
2014 року стала чемпіонкою Європи серед молоді. Того ж року на літніх юнацьких Олімпійських іграх зайняла третє місце.
2015 року на Європейських іграх програла в першому бою.
На чемпіонаті світу 2016 програла в другому бою Кеті Тейлор (Ірландія).
На чемпіонаті світу 2018 перемогла трьох суперниць, а у чвертьфіналі програла О Йон Джі (Південна Корея).
2019 року на Європейських іграх перемогла двох суперниць і програла у півфіналі Келлі Гаррінгтон (Ірландія).
На Олімпійських іграх 2020 програла у першому бою Чень Няньцінь (Китайський Тайбей).
На чемпіонатах світу 2019 і 2022 програла в першому бою.
На Європейських іграх 2023 перемогла двох суперниць та програла у чвертьфіналі Келлі Гаррінгтон (Ірландія).
На Олімпійських іграх 2024 програла у першому бою  Марії Хосе Паласіос (Еквадор).